# هنري كارينغتون لانكستر
هنري كارينغتون لانكستر (بالإنجليزية: Henry Carrington Lancaster)‏ هو مؤرخ أدبي وصحفي أمريكي، ولد في 10 نوفمبر 1882 في ريتشموند في الولايات المتحدة، وتوفي في 29 يناير 1954 في بالتيمور في الولايات المتحدة.